# Jeanne Merkus
Jeanne Merkus (Batavia, Nizozemska Istočna Indija, 11. listopada 1839. – Utrecht, 1. veljače 1897.), poznata i kao Jovanka Merkusova, bila je nizozemska ratnica i politička aktivistkinja.
Između 1873. i 1876. bila je članica ustaničke gerile u hercegovačkom ustanku. Sudjelovala je u borbama protiv Osmanskog carstva u Hercegovini, odjevena kao vojnik i predvodeći vojnike u borbi.
Bila je poznata u suvremenom međunarodnom tisku i nazivana „hercegovačkom Ivanom Orleanskom”.